# Vila Fria (Viana do Castelo)
Vila Fria é uma povoação portuguesa do Município de Viana do Castelo que foi sede da extinta Freguesia de Vila Fria, freguesia que tinha 6,57 km² de área e 1 327 habitantes (2011), e, por isso, uma densidade populacional de 202 hab/km². 
A Freguesia de Vila Fria foi extinta em 2013, no âmbito de uma reforma administrativa nacional, tendo sido agregada à Freguesia de Mazarefes para formar uma nova freguesia denominada União de Freguesias de Mazarefes e Vila Fria.

## População
| População da freguesia de Vila Fria | População da freguesia de Vila Fria | População da freguesia de Vila Fria | População da freguesia de Vila Fria | População da freguesia de Vila Fria | População da freguesia de Vila Fria | População da freguesia de Vila Fria | População da freguesia de Vila Fria | População da freguesia de Vila Fria | População da freguesia de Vila Fria | População da freguesia de Vila Fria | População da freguesia de Vila Fria | População da freguesia de Vila Fria | População da freguesia de Vila Fria | População da freguesia de Vila Fria |
| ----------------------------------- | ----------------------------------- | ----------------------------------- | ----------------------------------- | ----------------------------------- | ----------------------------------- | ----------------------------------- | ----------------------------------- | ----------------------------------- | ----------------------------------- | ----------------------------------- | ----------------------------------- | ----------------------------------- | ----------------------------------- | ----------------------------------- |
| 1864                                | 1878                                | 1890                                | 1900                                | 1911                                | 1920                                | 1930                                | 1940                                | 1950                                | 1960                                | 1970                                | 1981                                | 1991                                | 2001                                | 2011                                |
| 504                                 | 600                                 | 595                                 | 689                                 | 788                                 | 775                                 | 806                                 | 910                                 | 1 143                               | 1 304                               | 1 241                               | 1 404                               | 1 322                               | 1 364                               | 1 327                               |

| Distribuição da População por Grupos Etários | Distribuição da População por Grupos Etários | Distribuição da População por Grupos Etários | Distribuição da População por Grupos Etários | Distribuição da População por Grupos Etários | Distribuição da População por Grupos Etários | Distribuição da População por Grupos Etários | Distribuição da População por Grupos Etários | Distribuição da População por Grupos Etários | Distribuição da População por Grupos Etários |
| -------------------------------------------- | -------------------------------------------- | -------------------------------------------- | -------------------------------------------- | -------------------------------------------- | -------------------------------------------- | -------------------------------------------- | -------------------------------------------- | -------------------------------------------- | -------------------------------------------- |
| Ano                                          | 0-14 Anos                                    | 15-24 Anos                                   | 25-64 Anos                                   | > 65 Anos                                    |                                              | 0-14 Anos                                    | 15-24 Anos                                   | 25-64 Anos                                   | > 65 Anos                                    |
| 2001                                         | 239                                          | 198                                          | 731                                          | 196                                          |                                              | 17,5%                                        | 14,5%                                        | 53,6%                                        | 14,4%                                        |
| 2011                                         | 190                                          | 154                                          | 723                                          | 260                                          |                                              | 14,3%                                        | 11,6%                                        | 54,5%                                        | 19,6%                                        |

## História
É citada em documentação do século XII sob a designação de Vila Fria ou "Vilia Frigida", Vila Fria e Sabariz, que aparecem em alguns desses documentos, são lugares desta freguesia.
Nas Inquirições afonsinas de 1220 e 1258, já sob a denominação de São Martinho de Vila Fria, localizava-se na Terra de Neiva.
Nas primeiras Inquirições do reinado de D. Dinis, feitas em 1290, aparece com categoria de freguesia, continuando a pertencer ao julgado de Neiva.
Na taxação de 1320, a igreja de São Martinho de Vila Fria foi tabelada em 70 libras.
No registo da cobrança das "colheitas" dos benefícios eclesiásticos do arcebispado de Braga, efectuado por D. Jorge da Costa, entre os anos de 1489 e 1493, anotou-se que o seu rendimento importava em 10 libras, o correspondente a 760 réis, em dinheiro com "morturas", e 55 réis e 7 pretos, em dízimas de searas.
No Livro dos Benefícios e Comendas, de 1528, era anexa ao mosteiro de São Romão, na Terra de Aguiar de Neiva. Américo Costa descreve esta freguesia, do termo de Barcelos, como vigairaria da apresentação do convento de São Romão do Neiva. Fora abadia, antes de passar a vigairaria confirmada.
Em 1566, por apresentação do mosteiro de São Romão, Frei Bartolomeu dos Mártires, arcebispo de Braga, confirmou vigário, D. Estêvão Martins, assim como, Domingos da Cunha e Diogo de Ataíde. Foram ainda vigários da igreja de Vila Fria, António Carneiro e João Alvares Vieira.
O mosteiro de São Romão teve demanda com António Carneiro, vigário desta igreja, tendo este obtido sentença favorável.
Segundo refere ainda Américo Costa, São Martinho de Vila Fria passou, mais tarde, a reitoria.

## Património
- Santuário de Sabariz (rupestre) ou Estação arqueológica do Monte da Malafaia
- Castro de Sabariz